# Mont Tarabosh
Le mont Tarabosh est une montagne du Nord de l'Albanie qui atteint une altitude de 595 mètres,. Il forme l'extrémité sud-est de la crête du mont Rumija, qui se situe principalement au Monténégro, sur la rive sud-ouest du lac de Shkodra, et se trouve à proximité de la ville de Shkodra. Bien que le Tarabosh ne soit pas le point le plus élevé, ce nom désigne généralement l'ensemble de la chaîne montagneuse et la partie albanaise de la Rumija. À 651 m d'altitude, le Mali i Golishit est nettement plus élevé.
Le Tarabosh s'élève comme une crête depuis la plaine côtière du Nord de l'Albanie, entre le lac de Shkodra et la mer Adriatique. À son extrémité orientale, la chaîne montagneuse se termine au Mali i Bajrakut (388 m), à proximité du cours de la Buna. Sur l'autre rive du fleuve s'élève la colline du château de Rozafa, à environ 130 m d'altitude, suivie d'une chaîne d'autres collines plus petites, qui se poursuit au sud de Shkodra jusqu'aux contreforts des Alpes albanaises.
Pendant les guerres balkaniques entre 1912 et 1913, le Tarabosh est le théâtre de violents combats entre les Monténégrins et les Serbes d'une part, et les troupes de l'Empire ottoman d'autre part. À cette époque, les Turcs utilisent encore le château de Rozafa comme forteresse militaire. Depuis le Tarabosh, il est possible de bombarder le château et de contrôler les ponts sur la Buna et le Drin. Selon des représentations historiques, des installations fortifiées se trouvent alors sur le Tarabosh. Des position de combat défensives, dont certaines peuvent aussi provenir de l'époque de l'Albanie communiste, sont encore visibles sur les images satellites contemporaines.
De grands émetteurs sont présents sur les sommets de la montagne, visibles depuis les zones environnantes. On y trouve également un sentier non asphalté. Sur les pentes sud, diverses sources se situent à environ 300 m d'altitude, à proximité desquelles se sont également développés de petits villages. Les villages de Shiroka et Zogaj se trouvent directement sur la rive du lac.
En Albanie communiste, une marque de cigarettes de Shkodra porte le nom de la montagne.